# Llista de metges romans
A continuació es presenta una llista dels metges romans més destacats de l'època clàssica.
| Índex A B C D E F G H I J K L M N O P Q R S T U V W X Y Z |

## A
- Abascantus
- Aetius Sicamius
- Sext Juli Africà
- Albuci
- Antisti (metge)
- Antoni l'herbolari
- Arrunti (metge)
- Artemidor Corneli
- Atimet Arquiatre
- Marc Artori
- Àtal (metge)
- Publi Atti Atimet
- Tit Aufidi (metge)
- Aureli
- Celi Aurelià
- Juli Ausoni
- Avitià
- Azànites

## C
- Caleptà
- Cameli
- Capitó (metge)
- Celi Aurelià
- Cir (metge)
- Cleantes (metge)
- Crines

## D
- Dionís (cirurgià)
- Dionís (segle II)
- Dionís (segle v)
- Disari

## E
- Elià Mecci
- Emilià (metge)
- Eros (metge)
- Quint Estertini
- Eugenià

## G
- Eli Gal (escriptor)
- Marc Gal
- Gòrgies (metge)

## H
- Helè (veterinari)

## I
- Ificià

## L
- Litori
- Escriboni Llarg

## M
- Marcel el Físic
- Marcià (metge)
- Marí (metge)
- Tiberi Claudi Quirina Menècrates

## P
- Pacci Antíoc
- Petroni (metge)
- Sext Plàcit
- Publi (metge)

## Q
- Quint (metge)

## R
- Rubri (metge)

## S
- Sal·lusti Dionisi
- Siburi

## T
- Tal·leleu d'Eges
- Teodor (metge segle V)
- Terenci Valent
- Tiberi (veterinari)

## V
- Vecti Valent
- Vindicià